# Eugenio Entrambasaguas Caracuel
Eugenio Entrambasaguas Caracuel (Priego de Córdoba 18?? -  Málaga en 1937) fue un político español de Unión Republicana. Fue alcalde de Málaga en dos periodos durante la Segunda República: entre 1933 y 1934, y entre 1936 y la caída de la ciudad en manos franquistas en febrero de 1937, ya durante la guerra civil española.
Durante la guerra fue muy crítico con los asesinatos acaecidos en la ciudad y logró salvar a muchos malagueños de derechas, a los que ayudó a escapar a Gibraltar colaborando con el cónsul mexicano Porfirio Smerdou. Tras la caída de Málaga en manos franquistas fue ejecutado por orden de Carlos Arias Navarro, el cual se ganó el apodo de "Carnicero de Málaga".